# Coupe d'Union soviétique de football 1946
Navigation
Édition 1945 Édition 1947
La Coupe d'Union soviétique 1946 est la 7e édition de la Coupe d'Union soviétique de football. Elle se déroule entre le 6 et le 20 octobre 1946.
La finale se joue le 20 octobre 1946 au stade Dynamo de Moscou et voit la victoire du Spartak Moscou, qui remporte sa troisième coupe nationale aux dépens du Dinamo Tbilissi, qui subit quant à lui son troisième revers en finale.

## Format
La compétition ne concerne cette année-là que 16 équipes, incluant les douze participants à la première division 1946 à qui s'ajoutent deux clubs de deuxième division et deux équipes du troisième échelon.
Le tournoi se déroule sur quatre tours, allant des huitièmes de finale à la finale. Chaque confrontation prend la forme d'une rencontre unique jouée sur la pelouse d'une des deux équipes. En cas d'égalité à l'issue du temps réglementaire d'un match, une prolongation est jouée. Si celle-ci ne suffit pas à départager les deux équipes, le match est rejoué ultérieurement.

## Résultats

### Huitièmes de finale
Les rencontres de ce tour sont jouées entre le 6 et le 9 octobre 1946.
| Date           | Locaux                     | Score    | Visiteurs                      |
| -------------- | -------------------------- | -------- | ------------------------------ |
| 6 octobre 1946 | CDKA Moscou (D1)           | 4 - 1    | (D1) Zénith Léningrad          |
| 6 octobre 1946 | Torpedo Moscou (D1)        | 3 - 0    | (D1) Krylia Sovetov Kouïbychev |
| 7 octobre 1946 | Dinamo Tbilissi (D1)       | 0 - 0 ap | (D1) Dinamo Minsk              |
| 8 octobre 1946 | Dinamo Tbilissi (D1)       | 2 - 0    | (D1) Dinamo Minsk              |
| 6 octobre 1946 | Dynamo Moscou (D1)         | 3 - 0    | (D2) Pichtchevik Moscou        |
| 6 octobre 1946 | Spartak Oujgorod (D3)      | 4 - 3 ap | (D1) Dinamo Léningrad          |
| 6 octobre 1946 | Spartak Moscou (D1)        | 6 - 2    | (D2) VVS Moscou                |
| 9 octobre 1946 | Dynamo Kiev (D1)           | 3 - 0    | (D3) Dinamo Riga               |
| 9 octobre 1946 | Krylia Sovetov Moscou (D1) | 2 - 1    | (D1) Traktor Stalingrad        |

### Quarts de finale
Les rencontres de ce tour sont jouées entre le 10 et le 13 octobre 1946.
| Date            | Locaux                     | Score    | Visiteurs             |
| --------------- | -------------------------- | -------- | --------------------- |
| 10 octobre 1946 | Torpedo Moscou (D1)        | 4 - 0 ap | (D1) CDKA Moscou      |
| 11 octobre 1946 | Dynamo Moscou (D1)         | 1 - 2    | (D1) Dinamo Tbilissi  |
| 10 octobre 1946 | Spartak Moscou (D1)        | 5 - 0 ap | (D3) Spartak Oujgorod |
| 11 octobre 1946 | Krylia Sovetov Moscou (D1) | 1 - 2 ap | (D1) Dynamo Kiev      |

### Demi-finales
Les rencontres de ce tour sont jouées les 15 et 16 octobre 1946.
| Date            | Locaux              | Score | Visiteurs            |
| --------------- | ------------------- | ----- | -------------------- |
| 15 octobre 1946 | Torpedo Moscou (D1) | 1 - 2 | (D1) Dinamo Tbilissi |
| 16 octobre 1946 | Spartak Moscou (D1) | 3 - 1 | (D1) Dynamo Kiev     |

### Finale
| Titulaires :       |                            |      |
|                    |                            |      |
|                    | Alekseï Leontiev (ru)      |      |
|                    | Serafim Kholodkov (ru)     |      |
|                    | Nikolaï Gouliaïev          |      |
|                    | Vassili Sokolov            |      |
|                    | Konstantin Riazantsev (ru) |      |
|                    | Oleg Timakov (ru)          |      |
|                    | Boris Smyslov (ru)         | 116e |
|                    | Ivan Konov (ru)            |      |
|                    | Alekseï Sokolov (ru)       |      |
|                    | Nikolaï Dementiev (en)     |      |
|                    | Gueorgui Glazkov           |      |
|                    |                            |      |
| Remplaçants :      |                            |      |
|                    | Nikolaï Klimov (ru)        | 116e |
|                    |                            |      |
| Entraîneur :       |                            |      |
| Albert Volrat (ru) |                            |      |

| Titulaires :         |                            |     |
|                      |                            |     |
|                      | Givi Iosselani             |     |
|                      | Alkiviad Pekhlevanidi (ru) |     |
|                      | Levan Saldadze             |     |
|                      | Ibragim Sardjveladze (ru)  |     |
|                      | Vsevolod Blinkov (en)      |     |
|                      | Grigori Gagua (ru)         |     |
|                      | Archil Kiknadze (en)       |     |
|                      | Avtandil Gogoberidze       |     |
|                      | Boris Paichadze            |     |
|                      | Viktor Berejnoï (ru)       |     |
|                      | Viktor Panioukov (ru)      | 46e |
|                      |                            |     |
| Remplaçants :        |                            |     |
|                      | Aslan Kharbedia            | 46e |
|                      |                            |     |
| Entraîneur :         |                            |     |
| Andreï Jordania (ru) |                            |     |

| Titulaires :       |                            |      |
|                    |                            |      |
|                    | Alekseï Leontiev (ru)      |      |
|                    | Serafim Kholodkov (ru)     |      |
|                    | Nikolaï Gouliaïev          |      |
|                    | Vassili Sokolov            |      |
|                    | Konstantin Riazantsev (ru) |      |
|                    | Oleg Timakov (ru)          |      |
|                    | Boris Smyslov (ru)         | 116e |
|                    | Ivan Konov (ru)            |      |
|                    | Alekseï Sokolov (ru)       |      |
|                    | Nikolaï Dementiev (en)     |      |
|                    | Gueorgui Glazkov           |      |
|                    |                            |      |
| Remplaçants :      |                            |      |
|                    | Nikolaï Klimov (ru)        | 116e |
|                    |                            |      |
| Entraîneur :       |                            |      |
| Albert Volrat (ru) |                            |      |

| Titulaires :         |                            |     |
|                      |                            |     |
|                      | Givi Iosselani             |     |
|                      | Alkiviad Pekhlevanidi (ru) |     |
|                      | Levan Saldadze             |     |
|                      | Ibragim Sardjveladze (ru)  |     |
|                      | Vsevolod Blinkov (en)      |     |
|                      | Grigori Gagua (ru)         |     |
|                      | Archil Kiknadze (en)       |     |
|                      | Avtandil Gogoberidze       |     |
|                      | Boris Paichadze            |     |
|                      | Viktor Berejnoï (ru)       |     |
|                      | Viktor Panioukov (ru)      | 46e |
|                      |                            |     |
| Remplaçants :        |                            |     |
|                      | Aslan Kharbedia            | 46e |
|                      |                            |     |
| Entraîneur :         |                            |     |
| Andreï Jordania (ru) |                            |     |